# Scoliographa argospila
Scoliographa argospila är en fjärilsart som beskrevs av Edward Meyrick 1916. Scoliographa argospila ingår i släktet Scoliographa och familjen plattmalar. Inga underarter finns listade i Catalogue of Life.